# 슬리핑 뷰티 (2011년 영화)
슬리핑 뷰티(Sleeping Beauty)는 오스트레일리아에서 제작된 줄리아 리 감독의 2011년 드라마 영화이다. 가와바타 야스나리와 가브리엘 가르시아 마르케스의 소설을 바탕으로 제작되었다. 에밀리 브라우닝 등이 주연으로 출연하였고 제시카 브렌트놀 등이 제작에 참여하였다.

## 출연

### 주연
- 에밀리 브라우닝
- 마이클 도어맨

### 조연
- 미라 폴크스
- 레이첼 블레이크
- 휴 키스-번
- 조엘 토벡
- 타미 맥킨토시
- 헨리 닉슨
- 크리스 헤이우드
- 레스 챈테리
- 제임스 프레이저
- 로렌 오렐
- 해나 왕
- 사라 스누크
- 매튜 휘텟
- 이웬 레슬리
- 다니엘 웨버
- 트레이시 맨
- 켈리 파터니티
- 제이미 티모니
- 나단 페이지
- 피터 캐롤
- 아이비 막
- 앤니 핀스터러
- 베니타 콜린스
- 펄 탄
- 폴 히
- 저스틴 스미스
- 리지 쉐베스타
- 로빈 골드스워시
- 시니사 브레박
- 에덴 폴크
- 스테파니 미네르
- 해나 벨라 보든
- 사라 킨셀라
- 버넌 헤이먼
- 나탈리아 시웩
- 아미트 켈카
- 브리짓 바렛
- 나탈리아 아벨론

## 제작진
- 라인프로듀서: 미쉘 러셀
- 협력프로듀서: 사샤 버로우즈
- 조감독: 브리즈 캘러핸
- 미술: 애니 뷰챔프
- 세트: 리사 톰슨
- 의상: 샤린 버링거
- 배역: 닉키 바렛